# Coen Simon
Coen Simon (Eerbeek, 2 juni 1972) is een Nederlands filosoof en publicist.

## Loopbaan
Simon was leerling van het Baudartius College in Zutphen. Na zijn studie wijsbegeerte aan de Universiteit van Amsterdam met als specialisatie wijsgerige antropologie werd hij docent filosofie. Hij publiceerde daarnaast in een aantal kranten en tijdschriften. Hij was redacteur van het blad Filosofie Magazine en van 2005 tot 2007 hoofdredacteur van Bres. In 2019 nam hij bij Filosofie Magazine een coördinerende rol op zich en werd vanaf 2020 hoofdredacteur.
Simon won in 2012 de Socrates-wisselbeker voor het beste filosofieboek met En toen wisten we alles. Een pleidooi voor oppervlakkigheid (2011).

## Publicaties
In 2003 publiceerde Simon het boek De wereld tussen haakjes, een verzameling filosofische citaten, in 2006 gevolgd door de bundel beschouwingen Kijk de mens. In dit boek onderzoekt Simon de rol van rituelen in het leven en probeert hij een "filosofische etiquette" te beschrijven. In april 2013 verscheen zijn boek Schuldgevoel, waarin hij zich buigt over de menselijke behoefte aan dingen die we niet nodig hebben. Hij schreef over dit thema het essay van de 'Maand van de Filosofie' 2013. Simon schreef in 2014 een wekelijkse rubriek getiteld Filosoferen is makkelijker als je denkt in dagblad Trouw.
Met Frank Meester is Simon de initiatiefnemer en oprichter van de filosofische debatten- en pamflettenreeks Nieuw Licht. Elk pamflet bestaat uit een antwoord van een denker op een vraag van Simon en Meester. In deze reeks zijn pamfletten van onder anderen Arnon Grunberg, Marli Huijer, Bas Heijne en Femke Halsema verschenen. Van 2017 tot 2020 werden er bij Studium Generale in Groningen meerdere debatten gehouden waarbij hedendaagse denkers onder leiding van Meester en Simon in debat gingen over aloude filosofische vragen.